# Liste der Baudenkmale in Am Mellensee
In der Liste der Baudenkmale in Am Mellensee sind alle Baudenkmale der brandenburgischen Gemeinde Am Mellensee und ihrer Ortsteile aufgelistet. Grundlage ist die Veröffentlichung der Landesdenkmalliste mit dem Stand vom 31. Dezember 2022.

## Legende
In den Spalten befinden sich folgende Informationen:
- ID-Nr.: Die Nummer wird vom Brandenburgischen Landesamt für Denkmalpflege vergeben. Ein Link hinter der Nummer führt zum Eintrag über das Denkmal in der Denkmaldatenbank. In dieser Spalte kann sich zusätzlich das Wort Wikidata befinden, der entsprechende Link führt zu Angaben zu diesem Denkmal bei Wikidata.
- Lage: die Adresse des Denkmales und die geographischen Koordinaten. Link zu einem Kartenansichtstool, um Koordinaten zu setzen. In der Kartenansicht sind Denkmale ohne Koordinaten mit einem roten beziehungsweise orangen Marker dargestellt und können in der Karte gesetzt werden. Denkmale ohne Bild sind mit einem blauen bzw. roten Marker gekennzeichnet, Denkmale mit Bild mit einem grünen beziehungsweise orangen Marker.
- Bezeichnung: Bezeichnung in den offiziellen Listen des Brandenburgischen Landesamtes für Denkmalpflege. Ein Link hinter der Bezeichnung führt zum Wikipedia-Artikel über das Denkmal.
- Beschreibung: die Beschreibung des Denkmales
- Bild: ein Bild des Denkmales und gegebenenfalls einen Link zu weiteren Fotos des Baudenkmals im Medienarchiv Wikimedia Commons

## Über die Gemeindegrenzen hinaus
| ID-Nr.                           | Lage                                        | Bezeichnung | Beschreibung | Bild |
| -------------------------------- | ------------------------------------------- | --- | --- | --- |
| 09105929                         | (Lage)                                      | Königlich-Preußische Militärbahn (KME) mit den Bahnhofsgebäuden und Anlagen an der Strecke Mahlow – Kummersdorf-Gut – Jüterbog, mit den Bahnhöfen sowie dem gesamten Gleiskörper von Zossen bis Jüterbog sowie den dazugehörigen, noch vorhandenen technischen Einrichtungen wie Signalanlagen, Andreaskreuze, Weichen, Spannwerke, Wasserkrane, Bahnsteiglampen etc. | In der Gemeinde Am Mellensee betrifft das, neben allen Gleisanlagen und zugehörigen Einrichtungen der Bahnstrecke Zossen–Jüterbog, Bahnhöfe und weitere Gebäude in den Ortsteilen Mellensee, Rehagen, Sperenberg und Kummersdorf Gut. | weitere Bilder                                                                                            |
| 09107112 Teilobjekt zu: 09105929 | Mellensee Am Bahnhof Mellensee (Lage)       | Militärbahnhof Mellen-Saalow. | | Militärbahnhof Mellen-Saalow.                                                                             |
| 09107119 Teilobjekt zu: 09105929 | Mellensee Am Bahnhof Mellensee (Lage)       | Güterschuppen | | [[Vorlage:Bilderwunsch/code!/C:52.1858,13.405101!/D:Mellensee Am Bahnhof Mellensee, Güterschuppen!/\|BW]] |
| 09107120 Teilobjekt zu: 09105929 | Mellensee Am Bahnhof Mellensee (Lage)       | Pflasterung | | [[Vorlage:Bilderwunsch/code!/C:52.184563,13.404049!/D:Mellensee Am Bahnhof Mellensee, Pflasterung!/\|BW]] |
| 09107117 Teilobjekt zu: 09105929 | Rehagen Am Bahnhof Rehagen 1a und 1b (Lage) | Bahnhofsgebäude | | weitere Bilder                                                                                            |
| 09107127 Teilobjekt zu: 09105929 | Rehagen Am Bahnhof Rehagen 1 (Lage)         | Wohnhaus | | Wohnhaus                                                                                                  |
| 09107128 Teilobjekt zu: 09105929 | Rehagen Am Bahnhof Rehagen (Lage)           | Lokomotivschuppen | | Lokomotivschuppen                                                                                         |
| 09106018 Teilobjekt zu: 09105929 | Rehagen Am Bahnhof Rehagen (Lage)           | Einmannschutzbunker/Splittschutzbunker | | Einmannschutzbunker/Splittschutzbunker                                                                    |
| 09107118 Teilobjekt zu: 09105929 | Sperenberg Bahnhofstraße 1 (Lage)           | Bahnhofsgebäude | Das Empfangsgebäude des Bahnhofs Sperenberg stammt aus der Zeit um 1910 und ersetzt einen kleineren Vorgängerbau. | weitere Bilder                                                                                            |
| 09107129 Teilobjekt zu: 09105929 | Sperenberg Bahnhofstraße 1 (Lage)           | Toilettenhaus | Das Toilettenhäuschen stammt aus der Zeit um 1910 und steht neben dem Empfangsgebäude. | Toilettenhaus                                                                                             |
| 09107113 Teilobjekt zu: 09105929 | Kummersdorf-Gut An der K.M.E. (Lage)        | Bahnhofsgebäude | Das Empfangsgebäude des Bahnhofs Kummersdorf-Gut stammt aus der Zeit um 1900 und ersetzt einen kleineren Vorgängerbau. | weitere Bilder                                                                                            |
| 09107121 Teilobjekt zu: 09105929 | Kummersdorf-Gut An der K.M.E. (Lage)        | Güterschuppen | | Güterschuppen                                                                                             |
| 09107122 Teilobjekt zu: 09105929 | Kummersdorf-Gut An der K.M.E. (Lage)        | Pflasterung und Gleisanlage | Der Bahnhofsvorplatz ist gepflastert. Dort finden sich Reste einer einstigen militärischen Feldbahn. | Pflasterung und Gleisanlage                                                                               |
| 09105824                         | (Lage)                                      | Nottekanal | Nottekanal | weitere Bilder                                                                                            |

## Baudenkmale nach Ortsteilen

### Fernneuendorf
| ID-Nr.                           | Lage                            | Bezeichnung                         | Beschreibung | Bild                                |
| -------------------------------- | ------------------------------- | ----------------------------------- | ------------ | ----------------------------------- |
| 09105999                         | An der Dorfaue 4 (Lage)         | Ehemaliger Gasthof „Zum alten Krug“ |              | Ehemaliger Gasthof „Zum alten Krug“ |
| 09106000 Teilobjekt zu: 09105999 | An der Dorfaue 4 (Lage)         | Saalbau                             |              | BW                                  |
| 09105971                         | Fernneuendorfer Straße 3 (Lage) | Schule mit Nebengebäude             |              | Schule mit Nebengebäude             |
| 09107167 Teilobjekt zu: 09105971 | Fernneuendorfer Straße 3 (Lage) | Stall                               |              | BW                                  |

### Klausdorf
| ID-Nr.                           | Lage | Bezeichnung | Beschreibung                                                                | Bild                                                           |
| -------------------------------- | --- | --- | --------------------------------------------------------------------------- | -------------------------------------------------------------- |
| 09105921                         | (Lage) | Tonschneidegebäude, auf dem Gelände des ehemaligen VEB Ziegelwerke |                                                                             | BW                                                             |
| 09105575                         | Alte Neuendorfer Straße, Baruther Straße, Ebereschenallee, Finkenschlag, Kühler Grund, Zur Bergstraße (Lage) | Ziegelpflasterung der Dorfstraßen |                                                                             | Ziegelpflasterung der Dorfstraßen                              |
| 09106188                         | Am Park 1 (Lage)                                                                                             | Villa Faßkessel mit Nebengebäude |                                                                             | Villa Faßkessel mit Nebengebäude                               |
| 09106189 Teilobjekt zu: 09106188 | Am Park 1 (Lage)                                                                                             | Wohnhaus | Das Wohnhaus befindet sich nördlich des Haupthauses.                        | BW                                                             |
| 09105866                         | Am See 30 (Lage)                                                                                             | Wohnhaus |                                                                             | Wohnhaus                                                       |
| 09105644                         | Bahnhofstraße 9 (Lage)                                                                                       | Wohnhaus |                                                                             | Wohnhaus                                                       |
| 09105791                         | Dorfaue 2 (Lage)                                                                                             | Gehöft, bestehend aus Wohnhaus, zwei Stallgebäuden und Scheune |                                                                             | Gehöft, bestehend aus Wohnhaus, zwei Stallgebäuden und Scheune |
| 09107029 Teilobjekt zu: 09105791 | Dorfaue 2 (Lage)                                                                                             | Wohnhaus |                                                                             | BW                                                             |
| 09107030 Teilobjekt zu: 09105791 | Dorfaue 2 (Lage)                                                                                             | Stall | Es ist der rechte Stall des Hofes.                                          | BW                                                             |
| 09107031 Teilobjekt zu: 09105791 | Dorfaue 2 (Lage)                                                                                             | Stall | Es ist der linke Stall des Hofes.                                           | BW                                                             |
| 09107032 Teilobjekt zu: 09105791 | Dorfaue 2 (Lage)                                                                                             | Scheune |                                                                             | BW                                                             |
| 09105792                         | Dorfaue 3 (Lage)                                                                                             | Wohnhaus mit Torhaus |                                                                             | Wohnhaus mit Torhaus                                           |
| 0917033 Teilobjekt zu: 09105792  | Dorfaue 3 (Lage)                                                                                             | Torhaus | Das Torhaus schließt links an das Wohnhaus an.                              | BW                                                             |
| 09105376                         | Pappelallee 1 (Lage)                                                                                         | Hoffmannscher Ringofen, auf dem Gelände der Märkischen Ziegel GmbH Klausdorf |                                                                             | BW                                                             |
| 09105847                         | Zossener Straße 23 (Lage)                                                                                    | Ziegeleibesitzergehöft mit Wohnhaus, Einfriedung, Vorgarten, Toranlage, Hofgebäuden (Scheune, Stall, Unterstände) und Resten eines Rührwerkes auf dem hinteren Teil des Grundstücks |                                                                             | BW                                                             |
| 09107081 Teilobjekt zu: 09105847 | Zossener Straße 23 (Lage)                                                                                    | Wohnhaus |                                                                             | BW                                                             |
| 09107082 Teilobjekt zu: 09105847 | Zossener Straße 23 (Lage)                                                                                    | Einfriedung & Toranlage |                                                                             | BW                                                             |
| 09107083 Teilobjekt zu: 09105847 | Zossener Straße 23 (Lage)                                                                                    | Vorgarten |                                                                             | BW                                                             |
| 09107084 Teilobjekt zu: 09105847 | Zossener Straße 23 (Lage)                                                                                    | Wirtschaftshof |                                                                             | BW                                                             |
| 09107086 Teilobjekt zu: 09105847 | Zossener Straße 23 (Lage)                                                                                    | Stall | Der Stall befindet sich auf der linken Hofseite.                            | BW                                                             |
| 09107087 Teilobjekt zu: 09105847 | Zossener Straße 23 (Lage)                                                                                    | Scheune & Stall | Die Scheune und der Stall befinden sich auf der Rückseite des Hofes.        | BW                                                             |
| 09107088 Teilobjekt zu: 09105847 | Zossener Straße 23 (Lage)                                                                                    | Stall & Schuppen & Unterstand | Das Gebäude schließt sich links an die Scheune an.                          | BW                                                             |
| 09107085 Teilobjekt zu: 09105847 | Zossener Straße 23 (Lage)                                                                                    | Rührwerk | Das Rührwerk befindet sich hinter dem Hof auf dem ehemaligen Ziegelgelände. | BW                                                             |
| 09105660                         | Zossener Straße 38 (Lage)                                                                                    | Wohnhaus |                                                                             | BW                                                             |

### Klausdorf und Rehagen
| ID-Nr.                           | Lage                           | Bezeichnung                       | Beschreibung | Bild                              |
| -------------------------------- | ------------------------------ | --------------------------------- | --- | --------------------------------- |
| 09106235                         | Bahnhofstraße (Lage)           | Straßenpflasterung und Gleisreste | Geschützt ist die Bahnhofsstraße in Klausdorf auf gesamter Länge; in Rehhagen die Rehagener Bahnhofstraße vom Bahnübergang am Bahnhof Rehagen-Klausdorf bis zur Gemarkungsgrenze nach Klausdorf. | Straßenpflasterung und Gleisreste |
| 09106236 Teilobjekt zu: 09106235 | Rehagener Bahnhofstraße (Lage) | Pflasterstraße                    | Die Rehagener Bahnhofstraße ist geschützt vom Bahnübergang am Bahnhof Rehhagen-Klausdorf bis zur Gemarkungsgrenze nach Klausdorf.                                                                | BW                                |

### Kummersdorf-Alexanderdorf
| ID-Nr.   | Lage                | Bezeichnung           | Beschreibung | Bild |
| -------- | ------------------- | --------------------- | ------------ | ---- |
| 09105793 | Parkstraße 7 (Lage) | Keller des Wohnhauses |              | BW   |

### Kummersdorf-Gut
| ID-Nr.                           | Lage                                      | Bezeichnung | Beschreibung | Bild |
| -------------------------------- | ----------------------------------------- | --- | --- | --- |
| 09105721                         | (Lage)                                    | Heeresversuchsanstalt Kummersdorf, bestehend aus Kasernengelände (Mannschaftsgebäude, Kommandantenvilla, Zeughaus, Offizierskasino, Stallgebäude, Wasserturm, Kasino, Kommandantur, Wetterbeobachtungsturm); Versuchsstelle Kraftfahrzeuge mit so genannter „Maushalle“ (Fertigungsstelle Mauspanzer) und Klimahalle; Schießbahn Ost, Schießbahn West, Raketen-Versuchsstellen Ost und West, Versuchsstelle Nachrichten, Hundeschule, Schallmessschule; Chemisch-physikalische- und Atom-Versuchsstelle Gottow; Bereich der Eisenbahnpionierbauten (Schumkasee, Heegesee, Gleisanlagen, Fertigungshallen, Pyramide); Kraftfahrzeugversuchsstelle Horstwalde mit Steigungs- und Verwindungsbahnen (siehe Unterlagen BLDAM) | Heeresversuchsanstalt Kummersdorf mit Chemisch-physikalische- und Atom-Versuchsstelle Gottow | Heeresversuchsanstalt Kummersdorf, bestehend aus Kasernengelände (Mannschaftsgebäude, Kommandantenvilla, Zeughaus, Offizierskasino, Stallgebäude, Wasserturm, Kasino, Kommandantur, Wetterbeobachtungsturm); Versuchsstelle Kraftfahrzeuge mit so genannter „Maushalle“ (Fertigungsstelle Mauspanzer) und Klimahalle; Schießbahn Ost, Schießbahn West, Raketen-Versuchsstellen Ost und West, Versuchsstelle Nachrichten, Hundeschule, Schallmessschule; Chemisch-physikalische- und Atom-Versuchsstelle Gottow; Bereich der Eisenbahnpionierbauten (Schumkasee, Heegesee, Gleisanlagen, Fertigungshallen, Pyramide); Kraftfahrzeugversuchsstelle Horstwalde mit Steigungs- und Verwindungsbahnen (siehe Unterlagen BLDAM) |
| 09106935 Teilobjekt zu: 09105721 | ()                                        | Mannschaftsgebäude | Die Mannschaftsgebäude befindet sich am südöstlichen Rand des Versuchs- und Schießplatzes, nahe der Straße nach Luckenwalde. | ein Bild hochladen |
| 09106936 Teilobjekt zu: 09105721 | ()                                        | Kommandantenvilla | Die Kommandantenvilla befindet sich am südöstlichen Rand des Versuchs- und Schießplatzes, nahe der Straße nach Luckenwalde. | ein Bild hochladen |
| 09106937 Teilobjekt zu: 09105721 | ()                                        | Zeughaus / Magazingebäude | Der Zeughaus befindet sich am südöstlichen Rand des Versuchs- und Schießplatzes, nahe der Straße nach Luckenwalde. | ein Bild hochladen |
| 09106938 Teilobjekt zu: 09105721 | ()                                        | Offizierskasino | Das Offizierskasino befindet sich am südöstlichen Rand des Versuchs- und Schießplatzes, nahe der Straße nach Luckenwalde. | ein Bild hochladen |
| 09106939 Teilobjekt zu: 09105721 | ()                                        | Stall | Der Stall befindet sich am südöstlichen Rand des Versuchs- und Schießplatzes, nahe der Straße nach Luckenwalde. | ein Bild hochladen |
| 09106940 Teilobjekt zu: 09105721 | ()                                        | Wasserturm | Der Wasserturm befindet sich am südöstlichen Rand des Versuchs- und Schießplatzes, nahe der Straße nach Luckenwalde. | Wasserturm |
| 09106941 Teilobjekt zu: 09105721 | ()                                        | Kasino | Das Kasino befindet sich am südöstlichen Rand des Versuchs- und Schießplatzes, nahe der Straße nach Luckenwalde. | ein Bild hochladen |
| 09106942 Teilobjekt zu: 09105721 | ()                                        | Kommandantur | Die Kommandantur befindet sich am südöstlichen Rand des Versuchs- und Schießplatzes, nahe der Straße nach Luckenwalde. | ein Bild hochladen |
| 09106943 Teilobjekt zu: 09105721 | ()                                        | Beobachtungsturm | Der Beobachtungsturm wurde als Wetterbeobachtungsturm genutzt. Er befindet sich am südöstlichen Rand des Versuchs- und Schießplatzes, nahe der Straße nach Luckenwalde. | ein Bild hochladen |
| 0910 Teilobjekt zu: 09105721     | ()                                        | Fabrikhalle | Es ist die „Maus“-Montagehalle und somit Teil der Versuchsstelle Kraftfahrzeuge. | ein Bild hochladen |
| 09106944 Teilobjekt zu: 09105721 | ()                                        | Klimasimulationsgebäude | | ein Bild hochladen |
| 09106946 Teilobjekt zu: 09105721 | (Lage)                                    | Versuchsstrecke | Die Versuchsstrecke liegt südlich der Schießbahn-Ost bereits auf dem Gebiet des Ortsteils Horstwalde der Stadt Baruth/Mark. Sie war Teil der Versuchsstelle für Kraftfahrt. | BW |
| 09106947 Teilobjekt zu: 09105721 | ()                                        | Schießbahngelände | Schießbahn-Ost | ein Bild hochladen |
| 09106948 Teilobjekt zu: 09105721 | ()                                        | Schießbahngelände | Schießbahn-West | ein Bild hochladen |
| 09106949 Teilobjekt zu: 09105721 | ()                                        | Versuchsgelände | Das Raketenversuchsstelle Ost und Raketenversuchsstelle West liegen zwischen der Schießbahn Ost und der Schießbahn West. | ein Bild hochladen |
| 09106950 Teilobjekt zu: 09105721 | ()                                        | Prüfstand & Werkstatt | Der Prüfstand und die Werkstatt befinden sich auf der Chemisch-physikalische- und Atom-Versuchsstelle Gottow. | ein Bild hochladen |
| 09106951 Teilobjekt zu: 09105721 | ()                                        | Kasernengebäude / Unterrichtsgebäude | Das Kasernengebäude / Unterrichtsgebäude befindet sich auf der Versuchsstelle Nachrichten. | ein Bild hochladen |
| 09106952 Teilobjekt zu: 09105721 | (Lage)                                    | Versuchsgelände | Das Eisenbahnpioniergelände am Schumkasee und am Heegesee entstand in der Kaiserzeit. Hier wurden eine Reihe von Testbauten für Eisenbahnstrecken errichtet, von denen eine Reihe von Relikten erhalten sind. Dazu zählen neben Gleisresten unter anderem mehrere Brückenpfeiler im Schumkasee. Das Areal liegt westlich von Sperenberg, gehört jedoch größtenteils zum Ortsteil Kummersdorf-Gut, nur der Heegesee zu Sperenberg. | weitere Bilder |
| 09106953 Teilobjekt zu: 09105721 | (Lage)                                    | Kriegerdenkmal | Zur Erinnerung an im Ersten Weltkrieg gefallene Eisenbahnpioniere wurde 1929 südwestlich des Schumkasees ein Denkmal in Form einer Pyramide aufgestellt. | Kriegerdenkmal |
| 09107185                         | Platz der Jugend 1 (Lage)                 | Feierabendhaus | Das Gebäude entstand 1936 als Gemeinschaftshaus für die Beschäftigen der Heeresversuchsanstalt. Es ist nach jahrelangem Leerstand nun in Privatbesitz. | weitere Bilder |
| 09105631                         | Straße nach Luckenwalde 1 (Lage)          | Förstereigehöft, bestehend aus Wohnhaus, Scheune und Stall | | Förstereigehöft, bestehend aus Wohnhaus, Scheune und Stall |
| 09106803 Teilobjekt zu: 09105631 | Straße nach Luckenwalde 1 ()              | Forsthaus | | ein Bild hochladen |
| 09106804 Teilobjekt zu: 09105631 | Straße nach Luckenwalde 1 ()              | Scheune | | ein Bild hochladen |
| 09106805 Teilobjekt zu: 09105631 | Straße nach Luckenwalde 1 ()              | Stall | | ein Bild hochladen |
| 09105689                         | Straße nach Luckenwalde 2, 3, 4, 5 (Lage) | Eisenbahner-Wohnanlage, bestehend aus zwei Doppelhäusern | | Eisenbahner-Wohnanlage, bestehend aus zwei Doppelhäusern |

### Mellensee
| ID-Nr.                           | Lage                          | Bezeichnung                                                      | Beschreibung | Bild                                                     |
| -------------------------------- | ----------------------------- | ---------------------------------------------------------------- | --- | -------------------------------------------------------- |
| 09107290                         | Am Wildpark 5 (Lage)          | Gaststätte                                                       | | Gaststätte                                               |
| 09107291 Teilobjekt zu: 09107290 | Am Wildpark 5 ()              | Restaurantgebäude                                                | | ein Bild hochladen                                       |
| 09107292 Teilobjekt zu: 09107290 | Am Wildpark 5 ()              | Gastraum und Vereinszimmer                                       | | ein Bild hochladen                                       |
| 0910293 Teilobjekt zu: 09107290  | Am Wildpark 5 ()              | Küchengebäude & Wohnhaus                                         | | ein Bild hochladen                                       |
| 09107294 Teilobjekt zu: 09107290 | Am Wildpark 5 ()              | Saalbau                                                          | | ein Bild hochladen                                       |
| 09105677                         | Am Bahnhof Mellensee (Lage)   | Erfrischungshalle                                                | | Erfrischungshalle                                        |
| 09105607                         | Bahnhofsallee 12 (Lage)       | Villa „Haus Seefrieden“ mit Remise und Nebengebäude              | Die Villa wurde um das Jahr 1910 im Heimatstil erbaut. Ungewöhnlich ist das von schrägen Streben geprägte Fachwerk im Dachgeschoss-Giebel mit den entsprechend rautenförmigen Fenstern. | Villa „Haus Seefrieden“ mit Remise und Nebengebäude      |
| 09106334 Teilobjekt zu: 09105607 | Bahnhofsallee 12 (Lage)       | Remise                                                           | Die Remise befindet sich hinter dem Wohnhaus an der Einfahrt. | BW                                                       |
| 09106335 Teilobjekt zu: 09105607 | Bahnhofsallee 12 (Lage)       | Wohnhaus                                                         | Das Wohnhaus befindet sich auf dem hinterem Teil des Grundstückes. | BW                                                       |
| 09107169                         | Bahnhofsallee 13 (Lage)       | Muster-Wohnhaus                                                  | | Muster-Wohnhaus                                          |
| 09105690                         | Bahnhofsallee 15 (Lage)       | Villa „Landsitz Waidmannsruh“                                    | inschriftlich datiert 1908 | Villa „Landsitz Waidmannsruh“                            |
| 09106013                         | Hauptstraße 1 (Lage)          | Ausflugsgaststätte „Seeschänke“                                  | | Ausflugsgaststätte „Seeschänke“                          |
| 09107227                         | Hauptstraße 14 (Lage)         | Sommerhaus Peisert                                               | Das Haus wurde 1921 erbaut. | BW                                                       |
| 09107286                         | Hauptstraße 16 (Lage)         | Volksschule mit straßenseitiger Einfriedung                      | Nach einer Inschrift wurde die Schule 1909 erbaut. | Volksschule mit straßenseitiger Einfriedung              |
| 09105234                         | Hauptstraße 17 (Lage)         | Wohnhaus mit Scheune                                             | | Wohnhaus mit Scheune                                     |
| 09106678 Teilobjekt zu: 09105234 | Hauptstraße 17 (Lage)         | Scheune                                                          | | BW                                                       |
| 09105696                         | Hauptstraße 22 (Lage)         | Gehöft, bestehend aus Wohnhaus, Stallgebäude und Scheune         | | Gehöft, bestehend aus Wohnhaus, Stallgebäude und Scheune |
| 09106889 Teilobjekt zu: 09105696 | Hauptstraße 22 (Lage)         | Wohnhaus                                                         | | BW                                                       |
| 09106890 Teilobjekt zu: 09105696 | Hauptstraße 22 (Lage)         | Stall                                                            | | BW                                                       |
| 09106891 Teilobjekt zu: 09105696 | Hauptstraße 22 (Lage)         | Scheune                                                          | | BW                                                       |
| 09105676                         | Klausdorfer Straße 26 (Lage)  | Villa                                                            | | BW                                                       |
| 09105827                         | Luckenwalder Straße 16 (Lage) | Villa                                                            | Die Villa ist in einem Mix aus Jugend- und Heimatstil, sie wurde etwa 1910 erbaut. Leider sind Schwarzschimmelbefall, Salpeter im Keller, Deckeneinbrüche vom Dach zum 1. Obergeschoss und so weiter zu verzeichnen. Das Treppengeländer, im reinsten Jugendstil, ist so vom Holzwurm zerfressen, dass es nicht mehr zu retten ist (Stand September 2010). | Villa                                                    |
| 09105865                         | Zossener Chaussee (Lage)      | Friedhof für die Gefallenen des Gefechts bei Mellen am 21.8.1813 | Der Soldatenfriedhof wurde im Jahre 1887 angelegt. In den 1930er Jahren wurde der Friedhof umgestaltet. | weitere Bilder                                           |
| 09106020 Teilobjekt zu: 09105865 | Zossener Chaussee (Lage)      | Kriegerdenkmal                                                   | Aus Sandstein gearbeitetes Denkmal mit Inschrift. Datiert auf 1887. Es steht am westlichen Rand des Friedhofs. | Kriegerdenkmal                                           |
| 09106021 Teilobjekt zu: 09105865 | Zossener Chaussee (Lage)      | Kriegerdenkmal                                                   | Denkmal in Form eines Findlings mit Inschrift: Hier ruhen in Gott die im Freiheitskriege am 21. August 1813 bei Mellensee gefallenen Krieger. Datiert auf 1930/1940. Es befindet sich am östlichen Rand des Friedhofs, an der Zossener Chaussee. | Kriegerdenkmal                                           |

### Rehagen
| ID-Nr.                           | Lage                            | Bezeichnung | Beschreibung | Bild           |
| -------------------------------- | ------------------------------- | ----------- | --- | -------------- |
| 09105239                         | Am Busenberg 9 (Lage)           | Wohnhaus    | Es handelt sich um ein Wärterhaus: eingeschossiger Fachwerk-Ziegelbau mit unregelmäßigem Grundriss, versehen mit einem Mansarddach. Entstand etwa 1904. | weitere Bilder |
| 09106679 Teilobjekt zu: 09105239 | Am Busenberg 9 (Lage)           | Wasserturm  | Der runde Bau nimmt einen Teil, eine Ecke des Wärterhauses ein. Er verfügt über eine Zeltdach. Datiert auf ca. 1904.                                    | BW             |
| 09106196                         | Rehagener Hauptstraße 19 (Lage) | Dorfschule  | | Dorfschule     |

### Saalow
| ID-Nr.                           | Lage                      | Bezeichnung | Beschreibung | Bild                                              |
| -------------------------------- | ------------------------- | --- | --- | ------------------------------------------------- |
| 09105489                         | (Lage)                    | Gedenkstätte für die Opfer des Zweiten Weltkriegs | Gedenkstätte in der Nähe des Pflegeheims an der Saalower Straße für 16 Kriegsgefangene und Zwangsarbeiter, die an den Folgen der Zwangsarbeit während des Zweiten Weltkriegs verstarben.                                    | Gedenkstätte für die Opfer des Zweiten Weltkriegs |
| 09105487                         | Dorfaue (Lage)            | Dorfschule | | Dorfschule                                        |
| 09105488                         | Dorfaue 19 (Lage)         | Scheunenwindmühle | Die Scheunenwindmühle Saalow teils auch nur als Scheunenmühle bezeichnet, ist eine weltweit einmalige Windmühle. Sie stammt aus dem 19. Jahrhundert und wurde ursprünglich im heutigen Dresdner Ortsteil Podemus errichtet. | weitere Bilder                                    |
| 09105492                         | Horstweg 1 (Lage)         | Wandgestaltung „Jahreszeiten“ aus Keramik, Wandmalerei „Kaukasischer Kreidekreis“ und Plastik „Kämpfende Hähne“ in der Pflege- und Betreuungseinrichtung „Saalower Berg“ | | BW                                                |
| 09106740 Teilobjekt zu: 09105492 | Horstweg 1 (Lage)         | Skulptur | Die Skulptur zeigt kämpfende Hähne. Der Entwurf stammt von Dietrich Rohde. | BW                                                |
| 09106741 Teilobjekt zu: 09105492 | Horstweg 1 (Lage)         | Wandgestaltung | | BW                                                |
| 09105486                         | Mellenseestraße 33 (Lage) | Paltrockwindmühle | | Paltrockwindmühle                                 |

### Sperenberg
| ID-Nr.                           | Lage                          | Bezeichnung                                                                 | Beschreibung | Bild                                                                        |
| -------------------------------- | ----------------------------- | --------------------------------------------------------------------------- | --- | --------------------------------------------------------------------------- |
| 09105509                         | (Lage)                        | Dorfkirche                                                                  | Die evangelische Kirche wurde von 1752 bis 1753 erbaut. Im Jahre 1846 wurde der Turm umgebaut. Restauriert wurde die Kirche von 1966 bis 1967, dabei wurde die obere Etage der Empore entfernt. In der Kirche befinden sich zwei Glocken aus dem Jahr 1547. | Dorfkirche                                                                  |
| 09106326 Teilobjekt zu: 09105509 | (Lage)                        | Glocke                                                                      | | BW                                                                          |
| 09105844                         | Baruther Landstraße 1 (Lage)  | Gutshaus                                                                    | Das Gutshaus ist ein zweigeschossiger, siebenachsiger Putzbau, der einen fast l-förmigen Grundriss aufweist und auf einem hohen Sockelgeschoss errichtet wurde. Bauherr war Carl Richter, königlicher Kommissionsrat, der vom Reichs-Militär-Fiskus Grund und Boden beauftragt worden war, Flächen für einen geplanten Truppenübungsplatz in Wünsdorf zu beschaffen. Aus den erzielten Gewinnen ließ er im Jahr 1914 das Gebäude errichten. Es ist im 21. Jahrhundert im Besitz der Konsumgenossenschaft. | weitere Bilder                                                              |
| 09106085                         | Karl-Fiedler-Straße 11 (Lage) | Gasthof „Zum Alten Krug“ mit Saalanbau                                      | | Gasthof „Zum Alten Krug“ mit Saalanbau                                      |
| 09106086 Teilobjekt zu: 09106085 | Karl-Fiedler-Straße 11 (Lage) | Saalbau                                                                     | | BW                                                                          |
| 09106084                         | Karl-Fiedler-Straße 12 (Lage) | Stall                                                                       | | Stall                                                                       |
| 09106357                         | Karl-Fiedler-Straße 15 (Lage) | Wohnhaus mit Stallgebäude, Klohäuschen, Hofpflasterung und Grundstücksmauer | | Wohnhaus mit Stallgebäude, Klohäuschen, Hofpflasterung und Grundstücksmauer |
| 09106358 Teilobjekt zu: 09106357 | Karl-Fiedler-Straße 15 (Lage) | Stall                                                                       | | BW                                                                          |
| 09106359 Teilobjekt zu: 09106357 | Karl-Fiedler-Straße 15 (Lage) | Toilettenhaus                                                               | | BW                                                                          |
| 09106011                         | Zossener Allee 42 (Lage)      | Landhaus mit Wirtschaftsgebäude und Einfriedung                             | | weitere Bilder                                                              |
| 09106012 Teilobjekt zu: 09106011 | Zossener Allee 42 (Lage)      | Stall & Waschküche                                                          | | BW                                                                          |

## Aus der Denkmalliste gelöschte Objekte
| ID-Nr. | Lage          | Bezeichnung             | Beschreibung | Bild                    |
| ------ | ------------- | ----------------------- | ------------ | ----------------------- |
|        | Saalow (Lage) | Denkmalensemble Dorfaue |              | Denkmalensemble Dorfaue |